# Moyenne-Silésie
La Moyenne-Silésie (polonais: Śląsk Środkowy, allemand: Mittelschlesien) était une appellation familière du district de Breslau dans la province prussienne de Silésie de 1813 à 1945. Elle comprenait la partie orientale de la région historique de Basse-Silésie et l'ancien comté de Glatz, tous deux conquis par Prusse en 1742. 

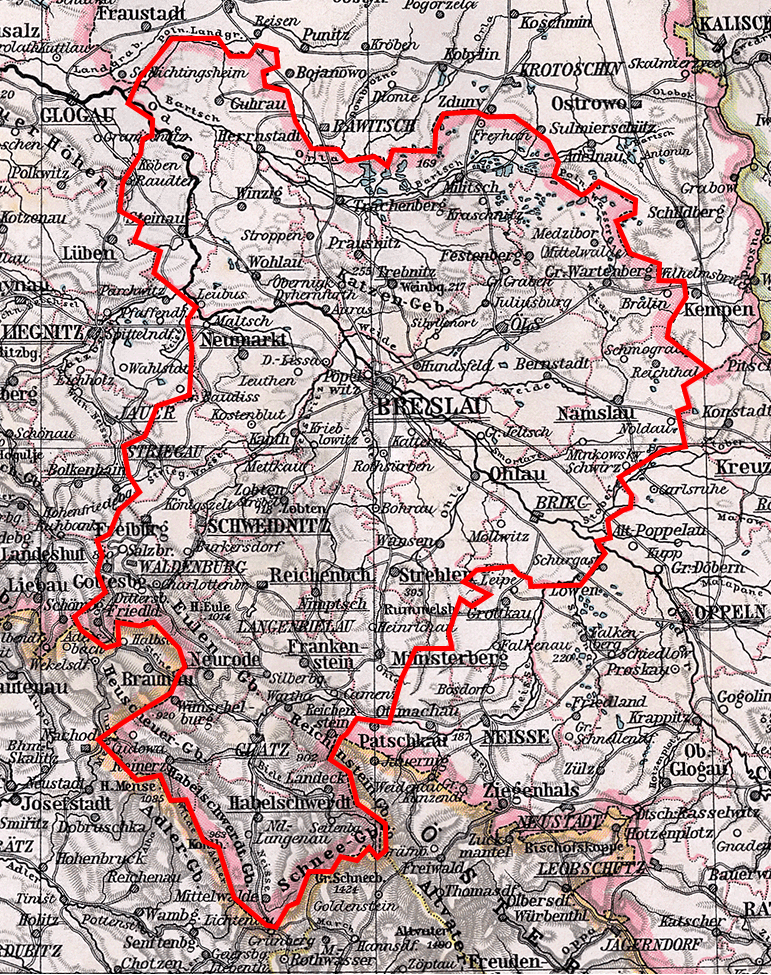
Carte de 1905 de la région de la moyenne Silésie.

## Histoire
La Silésie faisait partie des terres de la Couronne de Bohême de la monarchie de Habsbourg jusqu'à ce que la plus grande partie soit annexée par le roi de Prusse Frédéric le Grand lors de la Première guerre de Silésie, codifiée par le traité de Breslau en 1742. En 1813, un district administratif est établi en Silésie prussienne, avec pour capitale Breslau (aujourd'hui Wrocław). La moitié occidentale de la Basse-Silésie a été incorporée au district de Liegnitz (Legnica), la terre adjacente de Haute-Silésie à l'est au district d'Oppeln (Opole). 
Après la dissolution du district de Reichenbach (Dzierżoniów) en 1820, le district de Breslau comprenait également le comté de Glatz au sud et plusieurs districts des anciens duchés de Münsterberg (Ziębice), Jauer (Jawor) et Brieg (Brzeg). Il s'étendait ensuite de la Grande-Pologne au nord (Grand-duché de Posen) à la frontière avec la Bohême, le long de la chaîne de montagnes des Sudètes au sud, où le Glatzer Land bordait également la Silésie autrichienne à l'est. 
Après la Première Guerre mondiale, la Tchécoslovaquie est apparue à la frontière sud, et la Grande-Pologne, dans le nord, a été intégrée à la deuxième République polonaise. Au même moment, la province de Silésie prussienne a été divisée, le district de Breslau formant la moitié est de la province de Basse-Silésie. Historiquement, la plupart des résidents parlaient l'allemand, le polonais, ou le tchèque. Après la Seconde Guerre mondiale, la région est devenue partie intégrante de la Pologne, à mesure que l'Union soviétique élargissait ses frontières et déplaçait la Pologne vers l'ouest conformément aux termes de la conférence de Potsdam en 1945. 
La région est aujourd'hui la partie orientale de la voïvodie polonaise de Basse-Silésie.

## Grandes villes
Les principales villes de Moyenne-Silésie sont: 
- Wrocław (allemand: Breslau; tchèque: Vratislav)
- Wałbrzych (allemand: Waldenburg; tchèque: Valbřich)
- Świdnica (allemand: Schweidnitz, tchèque: Svídnice)
- Kłodzko (allemand: Glatz; tchèque: Kladsko)
- Namysłów (allemand: Namslau)
- Brzeg (allemand: Brieg; tchèque: Brzeg)

## Regierungsbezirk Breslau (1813-1919)

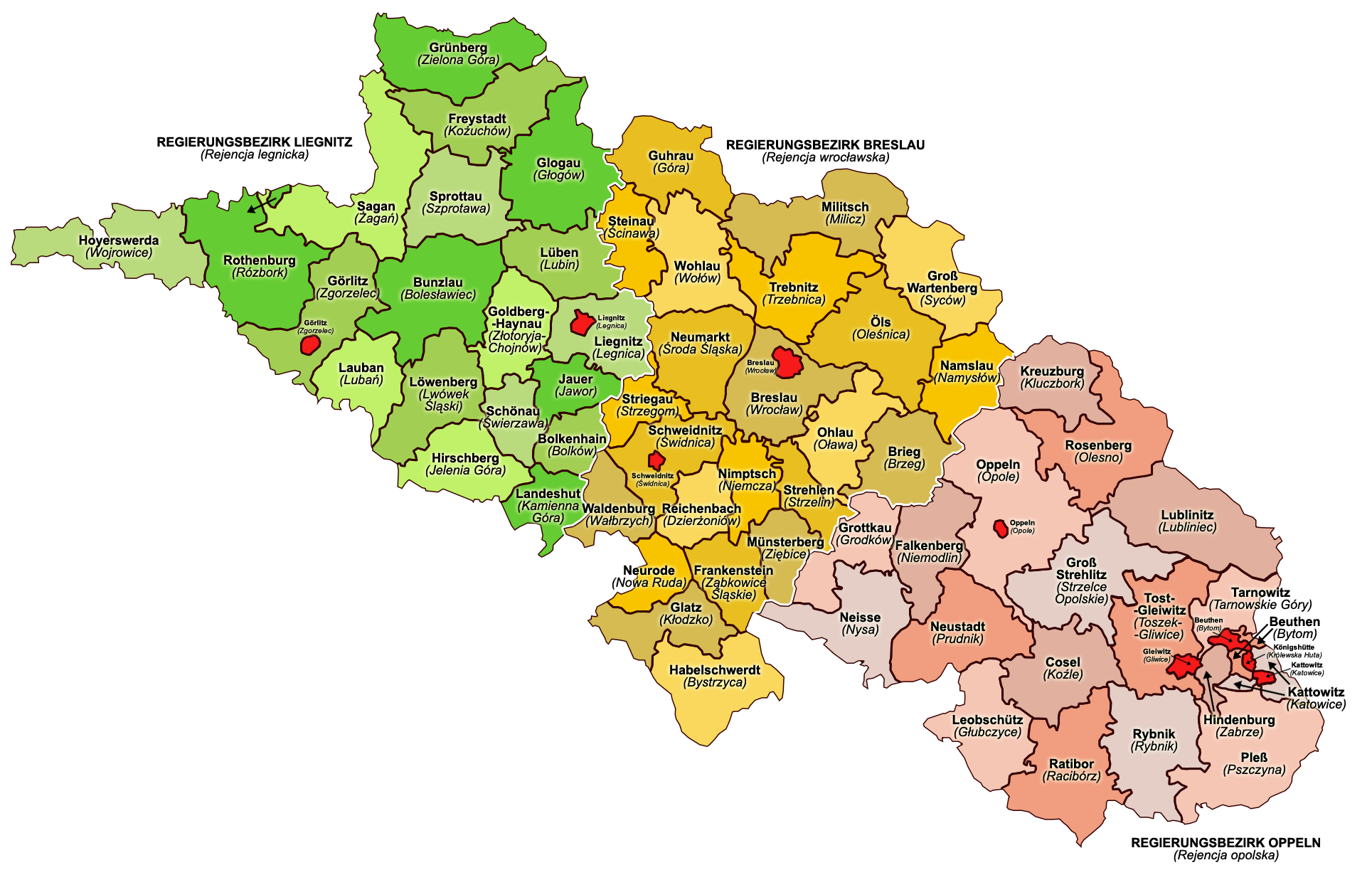
Carte administrative des districts de Silésie en 1905, la Silésie moyenne est en jaune.

### Structure ethnolinguistique
En 1819, le Regierungsbezirk Breslau comptait 838 253 habitants : 755 553 Allemands (90 %) ; 66 500 Polonais (8 %) ; 8 900 Tchèques (1 %) et 7 300 Juifs (1 %). En 1911, la Commission de l'immigration des États-Unis a classé les Silésiens de langue polonaise dans la catégorie des Polonais. 

### Stadtkreise (districts urbains)
- Stadtkreise Breslau
- Stadtkreise Brieg
- Stadtkreise Schweidnitz
- Stadtkreise Waldenburg

### Landkreise (districts ruraux)
- Landkreis Breslau
- Landkreis Brieg
- Landkreis Frankenstein
- Landkreis Glatz
- Landkreis Groß Wartenberg
- Landkreis Guhrau
- Landkreis Habelschwerdt
- Landkreis Militsch
- Landkreis Namslau
- Landkreis Neumarkt
- Landkreis Oels
- Landkreis Ohlau
- Landkreis Reichenbach (im Eulengebirge)
- Landkreis Schweidnitz
- Landkreis Strehlen
- Landkreis Trebnitz
- Landkreis Waldenburg
- Landkreis Wohlau